# 布里奇斯鎮區 (密蘇里州歐扎克縣)
布里奇斯鎮區（英語：Bridges Township）是位於美國密蘇里州歐扎克縣的一個行政鎮區。

## 地方資料
布里奇斯鎮區的面積為176.36平方千米，當中陸地面積為176.30平方千米，而水域面積為0.05平方千米。根據2020年美國人口普查的數據，當地共有人口892人，而人口密度為每平方千米5.06人。